# 龍瑩
龍瑩（LONG Ying，1985年5月23日—），澳門女子羽毛球運動員。

## 簡歷
2007年5月，龍瑩代表澳門參加2007年亞拉夫樂運動會。她在女子單打決賽中總局數2比0（21-12、21-7）擊敗隊友李秀芝，獲得一面金牌；又搭檔李秀芝在女子雙打決賽中，以2比0（21-13、21-6）擊敗澳洲隊，獲得金牌。
2010年11月，龍瑩代表中國澳門出戰廣州亞運會，參加羽毛球比賽的女子雙打（夥拍：麥嘉莉）、混合雙打（夥拍：陳耀宗）及團體項目。